# De Neus (opera)
De Neus (opus 15) is de eerste opera van Dmitri Sjostakovitsj uit 1927-1928. De opera is gebaseerd op het gelijknamige verhaal van Nikolaj Gogol. De première vond plaats te Leningrad, Maly Theater, 18 januari 1930; het libretto is van Jevgeni Zamjatin, Georgi Jonin, Aleksandr Prejs en de componist zelf. De opera, die een avantgardistisch karakter heeft, werd gecomponeerd tijdens het interbellum. Avant-gardemuziek was toen nog mogelijk binnen de Sovjet-Unie.
Hoewel deze opera een unieke plaats inneemt in de geschiedenis van de opera, is het werk weinig bekend en het wordt zelden uitgevoerd. Reden is grotendeels de censuur van de tweede helft van de jaren 1930, die het werk van de componist en dus ook deze opera volledig bande uit de opera- en concertzalen gedurende vijftig jaar. Andere reden is het huidige succes van Lady Macbeth uit het district Mtsensk, de bekendste opera van Sjostakovitsj, die zijn andere opera's overschaduwt.
Het verhaal is surrealistisch en sarcastisch. Het centrale personage in de opera is majoor Platon Kouzmitch Kovalev. Deze ontwaakt op een dag en bemerkt dat hij geen neus meer heeft. Die neus blijkt achteraf een eigen leven te leiden met allerlei grappige consequenties tot gevolg. De dieperliggende betekenis van dit verhaal is communistisch van aard: elk element (individu) heeft zijn specifieke functie binnen een vaste hiërarchie.